# Liste des vidames de Chartres
Pour un article plus général, voir Vidame.

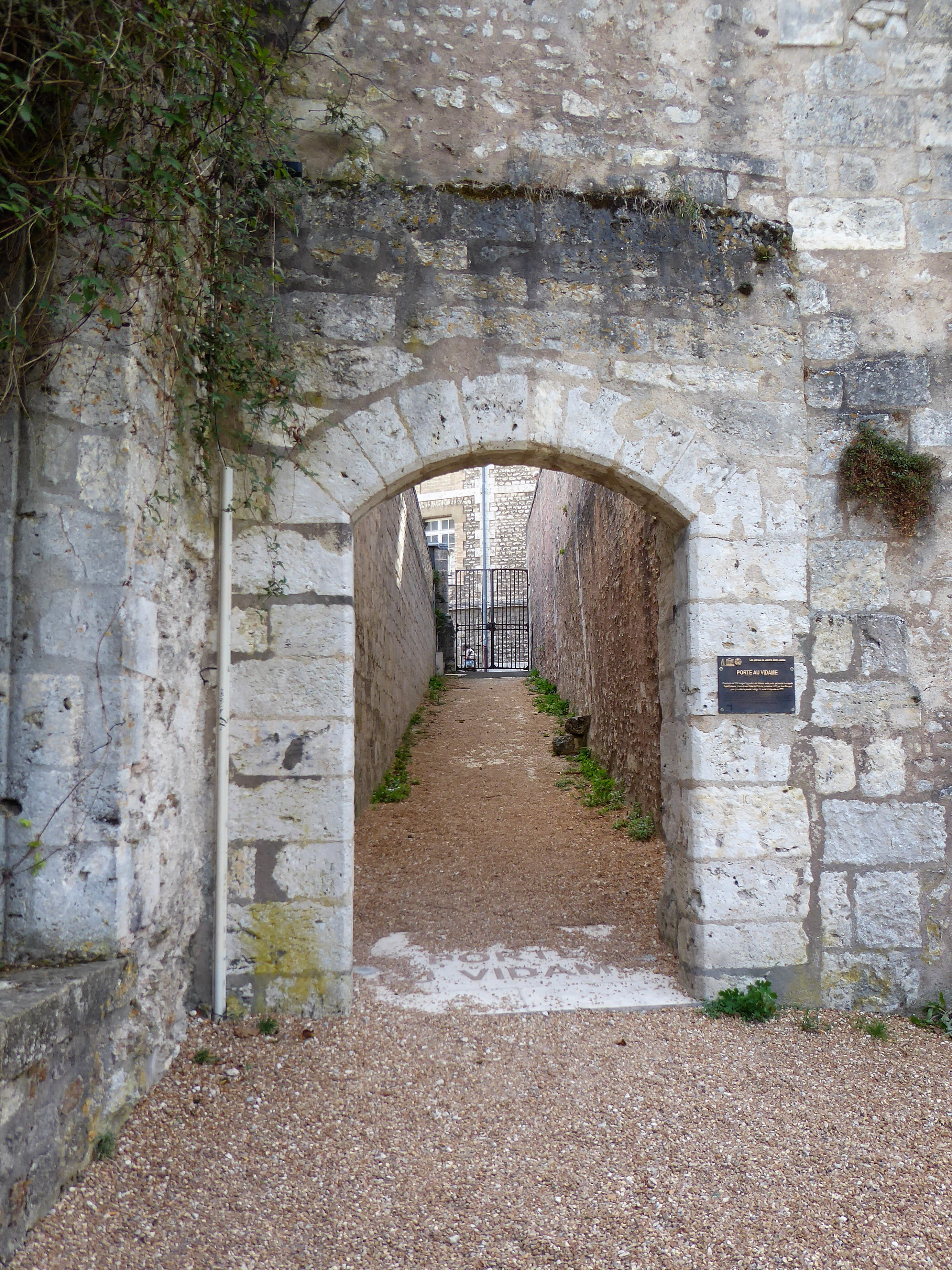
Porte au vidame du cloître Notre-Dame de Chartres.

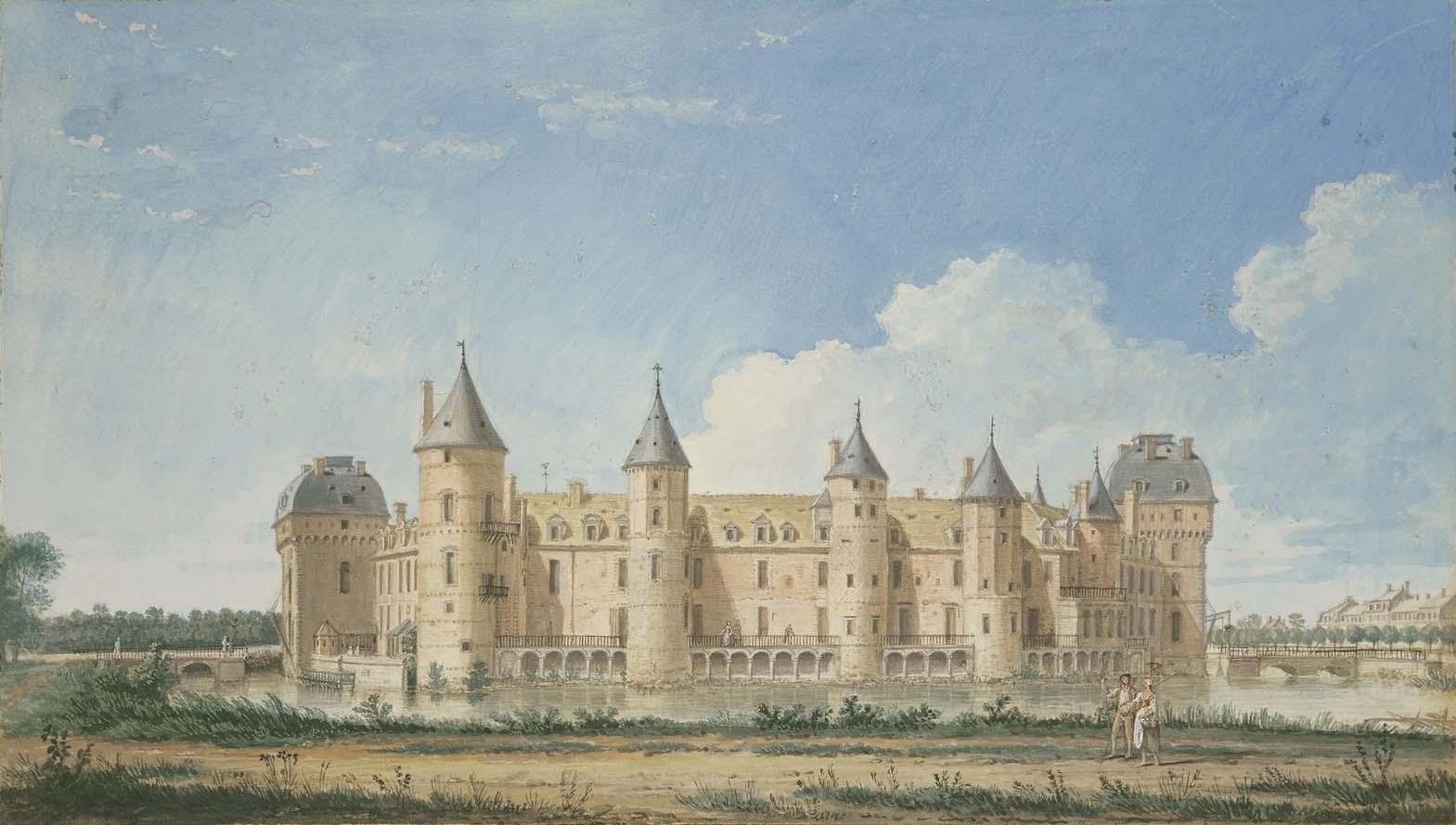
Le château de la Ferté-Vidame, avant sa reconstruction au XVIIIe siècle.

La liste des vidames de Chartres présente une liste des porteurs de ce titre de noblesse.
« Vidame » (bas latin vicedominus, composé du latin vice et dominus, « seigneur ») est un titre de noblesse français assez rare. Au cours de la période féodale, il est conféré à un officier chargé d'exercer les pouvoirs temporels (militaires et de justice) en lieu et place d'un seigneur ecclésiastique, évêque ou abbé. Le vidame est à l'origine la personne qui mène l'armée et perçoit les redevances féodales d'une seigneurie ecclésiale dont le titulaire appartient au clergé régulier ou séculier. Il applique, au nom de celui-ci, le droit seigneurial. À l'époque moderne, le titre de vidame est intégré à la hiérarchie nobiliaire considéré comme équivalent à celui de vicomte.
Le vidame de Chartres bénéficiait de l'accès au cloître Notre-Dame par une porte particulière percée dans les murailles de cet espace clos, une des neuf portes qui permettaient de contrôler les déplacements entre la ville du comte et la ville de l'évêque.
Le titre de vidame de Chartres fut attaché par périodes aux terres de Meslay-le-Vidame et de la Ferté-Arnaud, aussi appelée La Ferté-Vidame. 

## Liste des vidames de Chartres
- 928, le chevalier Girouard, seigneur de Meslay-le-Vidame, frère de l'évêque de Chartres Aganon (mort en 941), dont il était le vidame, conseiller et notaire du roi carolingien Charles III le Simple, qui règne de 898 à 922[1] (1)[Note 1] ;
- 1022, Ernaud seigneur de la Ferté-Ernaud ou Arnault[Doyen 1] ;
- 1037-1077, Hugues Ier[Doyen 2] (7);
- avant 1063, Guerric[2] (8) ;
- avant 1104, Hugues II (9);
- avant, 1126, Hugues III ;
- avant 1128, Girard [Doyen 3] ;
- 1130, Nivelon[Doyen 4] ;
- avant 1131, Hugues II : Élifende veuve à cette date [Doyen 5];
- vers 1180-1204 : Guillaume de Ferrières, trouvère, époux d'Élisabeth, fille de Hugues II[Doyen 6] (11).

### Familles de Chartres et de Meslay[Doyen 7]
- 1223, Anceau de Chartres[3] ;
- avant 1245, Geoffroi de Fréteval[4] ;
- 1248, Simon de Rochefort, également vicomte de Chartres[Doyen 8] ;
- 1282, Macé, seigneur de Meslay[Doyen 9],[Doyen 4], 1264 & 1281 Macé ou Matthieu[3] (19) ;
- 1302, Guillaume de Chartres[3] ;
- 1331, 1375 Guillaume, seigneur de Meslay[Doyen 10].

### Famille de Vendôme

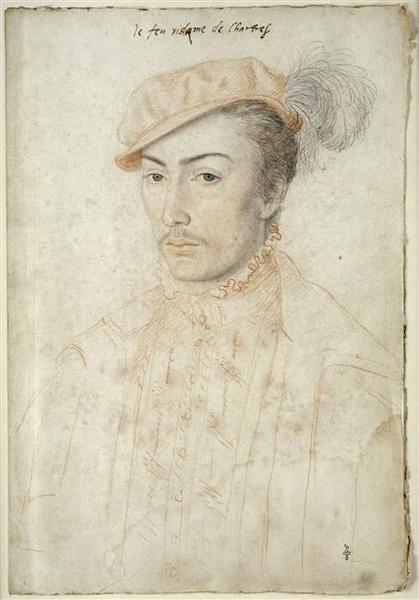
François de Vendôme, par François Clouet, vers 1554.

- vers 1395, Robert de Vendôme, à cause de sa femme Jeanne de Chartres, héritière du titre (22) ;
- 1408, Charles de Vendôme, fils de Robert[Doyen 11],[3] (23).
- vers 1412, Guillaume de Vendôme, frère du précédent ;
- 1437, Jean II de Vendôme[Doyen 12] frère du précédent[5] (24) ;
- vers 1475, Jean III de Vendôme, fils du précédent[5], gouverneur du Berry, Chambellan du roi ;
- 1485, 1490, 1503, Jacques de Vendôme[Doyen 12] (25) ;
- 1530, Louis de Vendôme[Doyen 12] (26) ;
- 1548, François de Vendôme, mort en 1560 sans postérité[Doyen 13],[6] (27).

### Autres familles

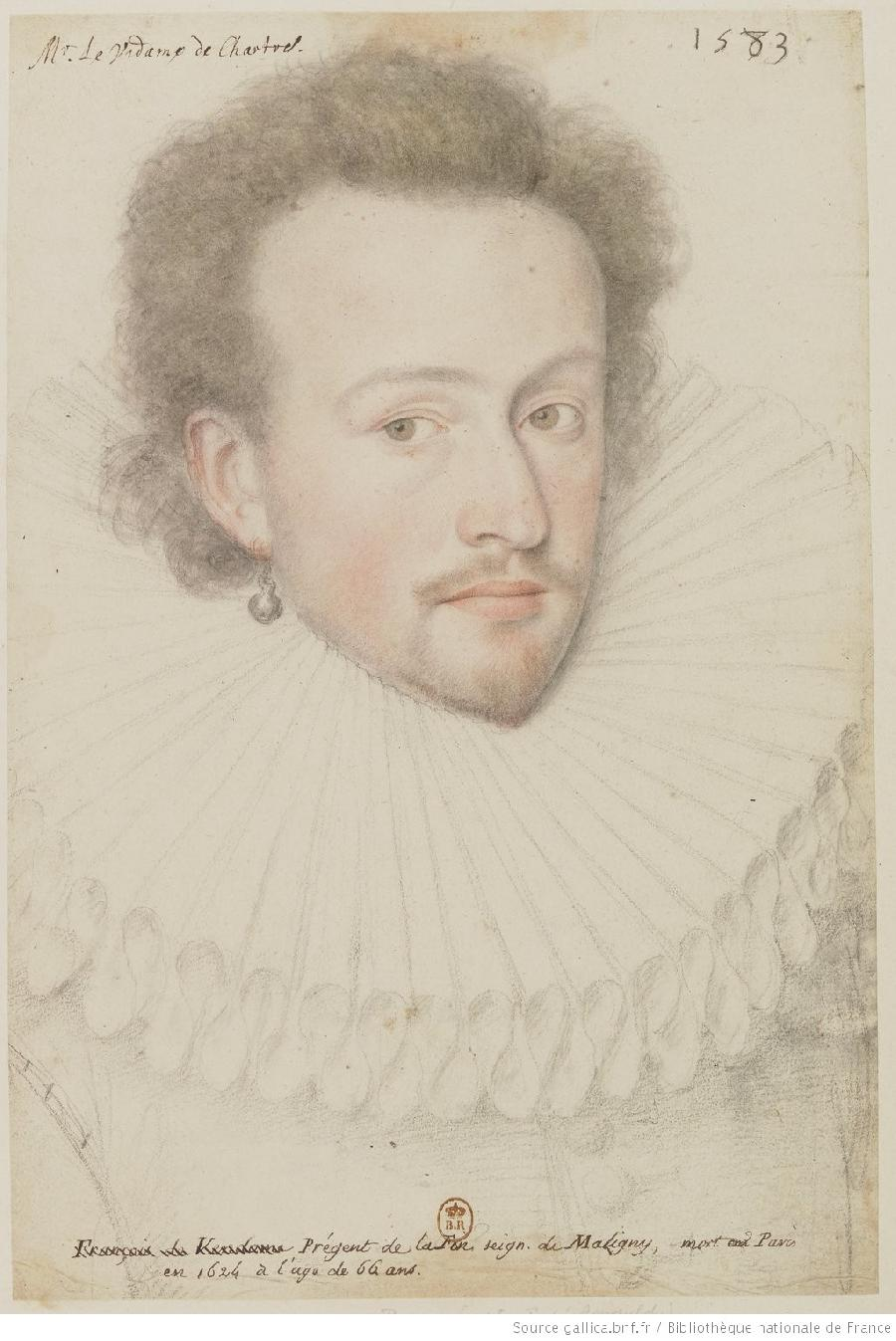
Préjan de Lafin, par François Quesnel, 1583.

- Jean de la Ferrière, seigneur de Maligny, époux de Louise de Vendôme, tante de François de Vendôme. Ils ont trois enfants, Jean, Étienne, tué au siège de Montreuil, et Béraude. [Doyen 13] (28) ;
- 1565, Jean II de Ferrières[Doyen 13], fils aîné des précédents, mort sans postérité en 1585 (29) ;
- Jean de Lafin, seigneur de Pluviers, épouse Béraude en 1560, héritière après la mort de ses frères Jean et Étienne[Doyen 13] (30) ;
- 1568, pendant le siège de Chartres, Préjan de Lafin (1558-1624), seigneur de Maligny, fils des précédents, détient le titre[Doyen 13],[Doyen 14] (31) ;
- 1635, Claude de Rouvroy de Saint-Simon, père de Louis ;
- 1690- 1755, Louis de Rouvroy, duc de Saint-Simon[Doyen 13], comte de la Ferté-Vidame, le plus illustre porteur du titre[7] ;
- 1755-1764, Marie-Christine-Chrétienne de Rouvroy de Saint-Simon, épouse de Charles-Maurice de Monaco, petite fille de Louis de Rouvroy de Saint-Simon ;
- 1764, Jean-Joseph de Laborde, acquéreur du château et du titre[Doyen 15].